# Murasaki Šikibu

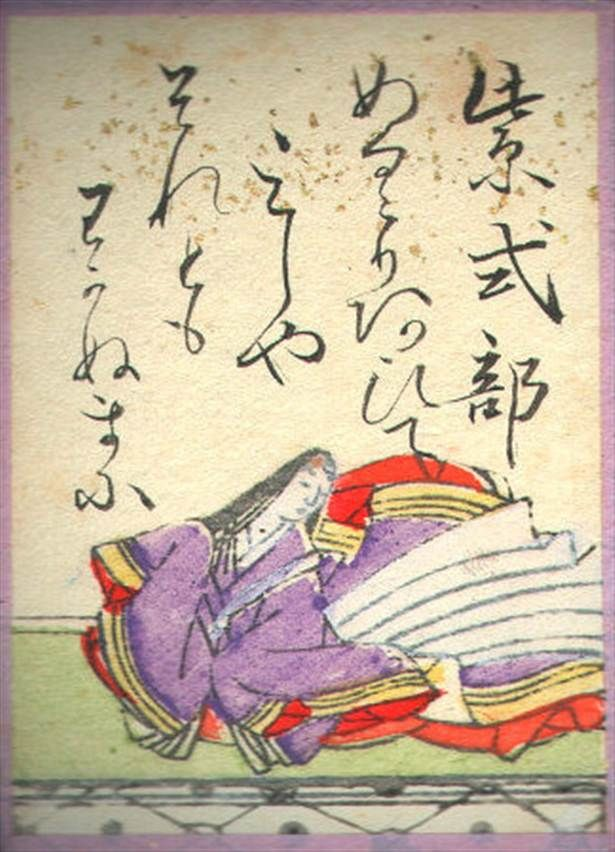
Murasaki Šikibu

Murasaki Šikibu (紫 式部, asi 973 – asi 1014 nebo 1025) byla japonská spisovatelka, básnířka a dvorní dáma na císařském dvoře během období Heian. „Murasaki Šikibu“ nebylo její pravé jméno. Její skutečné jméno zůstává neznámé, i když někteří odborníci se domnívají, že její jméno mohlo být Takako. Ve svém deníku se zmiňuje, že u dvora byla přezdívána „Murasaki“ („fialová“) podle postavy z Příběhu prince Gendžiho. „Šikibu“ se vztahuje k pozici jejího otce v Úřadu pro dvorní etiketu (šikibu-šó).
Murasaki je známá díky svému románu Příběh prince Gendžiho (源氏物語 Gendži Monogatari) napsaným japonsky mezi lety 1000 až 1014 nebo 1020, který je jedním z nejranějších a nejslavnějších románů v dějinách.

## Život
Narodila se do nižší větve šlechtické a velmi vlivné rodiny Fudžiwarů. Muži z této rodiny zaujímali většinu nejvyšších pozic v císařské vládě. Mohli dokonce vládnout jako regenti nebo se oženit s dcerou císaře a mít císařského vnuka. Její otec Tametoki však byl v rodině spíše na nižší pozici, byl „pouze“ guvernérem provincie. Byl znám také jako učenec a byl úředníkem na císařském dvoře. I její pradědeček se věnoval literatuře. Podílel se na sestavování první císařské antologie japonské poezie.
Když byla Murasaki ještě dítě, zemřela jí matka, a tak Murasaki vychovával, navzdory dobovému zvyku, její otec. V Japonsku během období Heian bylo zvykem, že manželé žili odděleně a děti vychovávala matka a její rodina. Rovněž proti zvykům té doby poskytl otec Murasaki „mužské“ vzdělání. Obvykle muži studovali čínštinu (oficiální dvorský jazyk) a v čínštině se i dále vzdělávali, zatímco ženy se učily kanu a poezii. Otec ji ale patrně naučil čínsky, byť ona později tvrdila, že se naučila čínsky tím, že poslouchala za dveřmi, když její otec učil jejího bratra (tím patrně jen chránila otcovu pověst). Otec ji chválil pro její inteligenci a schopnosti, které zjevně převyšovaly bratrovy, ale zároveň litoval, že se narodila „jako žena“.
Roku 998 nebo 999 se provdala za mnohem staršího vzdáleného bratrance, Nobutaku Fudžiwara, a porodila mu dceru (stala se později významnou básnířkou a je známa jako Daini no Sanmi). Po dvou letech manželství Nobutaku zemřel. Pak byla povolána ke dvoru, patrně v roce 1006. U císařského dvora byla Murasaki dvorní dámou císařovny Šóši (Akiko), jež byla o deset let mladší než Murasaki. Je možné, že ji ke dvoru povolal Mičinaga Fudžiwara, nebo že si ji vyžádala císařovna kvůli jejímu literárnímu talentu, ale obvykle se důvody povolání ke dvoru považují za nejasné. Každopádně dvůr byl, krom jiného, hlavním literárním centrem své doby, což jí umožnilo zde sepsat svůj román.
Konec jejího života je nejasný, možná zůstala po boku císařovny, možná strávila závěr života v klášteře. Zemřela buď v roce 1014, kdy se podle záznamů její otec náhle vrátil do Kjóta ze svého guvernérského sídla, nebo mezi lety 1025 až 1031, kdy by jí bylo mezi padesáti a šedesáti lety, což byl v tehdejší době vysoký věk.

## Dílo
Murasaki je přisuzováno autorství tří literárních děl, z nichž nejvýznamnější je Příběh prince Gendžiho (源氏物語, Gendži Monogatari), napsaný mezi lety 1000 až 1014 nebo 1020. Jde o řetězec alegoricky laděných epizod, ve kterých je vylíčen osud idealizovaného dvorského milovníka, císařského levobočka prince Gendžiho, a následně jeho vnuka Nióa a domnělého syna Kaorua. Děj se odvíjí po dobu sedmdesáti let, dílo má 54 kapitol a vystupuje v něm téměř 400 postav, z toho 30 hlavních. Součástí prozaického textu je také téměř 800 básní. Má okolo 1000 stran (je dvakrát delší než Tolstého Vojna a mír). Pro svou psychologickou hloubku, vylíčení emocí postav, zaměření na reálný život a absenci nadpřirozena, fabulační strukturu a hluboký estetický i filozofický podtext je dílo často označováno za první román vůbec. Tón románu k jeho konci potemní, což možná naznačuje prohlubování buddhistického přesvědčení Murasaki Šikibu o marnosti světa. Existují ovšem i literární historici, kteří se domnívají, že posledních 14 kapitol napsal jiný autor, a proto mají jiné ladění.
Původní rukopis se ztratil, příběh je znám jen z opisů. Ten nejstarší, takzvaný Modrý sešit, byl nalezeny ve 30. letech 20. století. Vznikl dvě století po originálu. Vytvořil ho učenec Teika, který žil v letech 1162 až 1241. V opisu dlouho chyběla pátá kapitola. Senzaci roku 2019 vzbudilo oznámení, že byla nalezena ve sklepě tokijského domu, který patřil Motofuju Okočihovi, potomkovi někdejšího japonského lorda, jenž kdysi spravoval panství na území dnešní prefektury Aiči. Kapitola se jmenuje Mladičká Fialka. Osmnáctiletý princ Gendži zde potkává a nakonec unese desetiletou Fialku (Murasaki), podle níž je nazývána obvykle i autorka knihy. Kapitola byla známa z pozdějších opisů, o 250 let mladších, ale nebylo jisté, jestli se tyto od nejpůvodnějšího opisu příliš neodlišují. Objev z roku 2019 ukázal, že obsahově nikoli, gramaticky ano.
Do češtiny román jako první přeložil japanista Karel Fiala. Roku 2002 vyšel první český díl, poslední v roce 2008. Knihu vydalo nakladatelství Paseka. Fiala význam knihy shrnul: „Za romantickým, až donchuanským hledáním ideální ženy se skrývá hluboký estetický a filozofický kontext, pokus zachytit krásu prchavého pozemského života na pozadí estetických ideálů japonské dvorské šlechty doby Heian a hodnot spjatých s buddhistickou filozofií.“
Další dvě díla byla vydána posmrtně: Sbírka Murasaki Šikibu (紫式部集, Murasaki Šikibu Šú) obsahuje 128 básní a Deník Murasaki Šikibu (紫式部日記, Murasaki Šikibu no nikki) zachycuje události u císařského dvora z let 1008 a 1009 a obřady spojené s narozením následníka trůnu. Vyniká dokonalými charakteristikami osob.

## Česká vydání
- Příběh prince Gendžiho, Paseka, Praha a Litomyšl 2002-2008, přeložil Karel Fiala, román vyšel ve čtyřech dílech:
  - Příběh prince Gendžiho 1., 2002, ISBN 80-7185-452-2
  - Příběh prince Gendžiho 2., 2005, ISBN 80-7185-709-2
  - Příběh prince Gendžiho 3., 2007, ISBN 978-80-7185-820-1
  - Příběh prince Gendžiho 4., 2008, ISBN 978-80-7185-885-0